# Kašťa
Kašťa (Sassafras) je rod nižších dvouděložných rostlin z čeledi vavřínovité. Jsou to opadavé stromy s jednoduchými, střídavými listy s laločnatou nebo celistvou čepelí. Rod zahrnuje 3 druhy a je rozšířen v Číně, Tchaj-wanu a východních oblastech Severní Ameriky.
Kašti jsou živnými rostlinami housenek různých motýlů, zejména otakárků a martináčů.
Severoamerická kašťa bělavá je tradiční severoamerická léčivá rostlina a má i další využití. Poskytuje kvalitní dřevo a je zdrojem silice. Občas je vysazována jako okrasná dřevina a lze se s ní setkat i v některých českých botanických zahradách a arboretech.

## Popis
Jsou to dvoudomé opadavé stromy s jednoduchými, střídavými, aromatickými listy, nahloučenými na koncích větví. Borka je tlustá, aromatická, na starších exemplářích brázditá. Listy jsou buď celistvé se zpeřenou žilnatinou (Sassafras randaiense) nebo laločnaté s triplinervní žilnatinou (zbývající 2 druhy). Květy jsou jednopohlavné, uspořádané v řídkých, převislých, vrcholových hroznech, někdy stažených do téměř okolíkovitého květenství. Květenství se rozvíjejí před olistěním nebo souběžně s ním. Okvětí je nerozlišené, žluté, složené ze 6 plátků ve 2 kruzích. Okvětní lístky jsou na bázi krátce srostlé v trubku. V samčích květech je 9 tyčinek ve 3 kruzích a jsou přirostlé v ústí květní trubky. Někdy jsou přítomna 3 staminodia. Semeník samičích květů je tvořen jediným plodolistem a obsahuje 1 vajíčko. V samičích květech je někdy přítomno 6 nebo 12 staminodií. Plodem je tmavomodrá peckovice podepřená mělkou číškou, která plynule přechází v tlustou stopku.

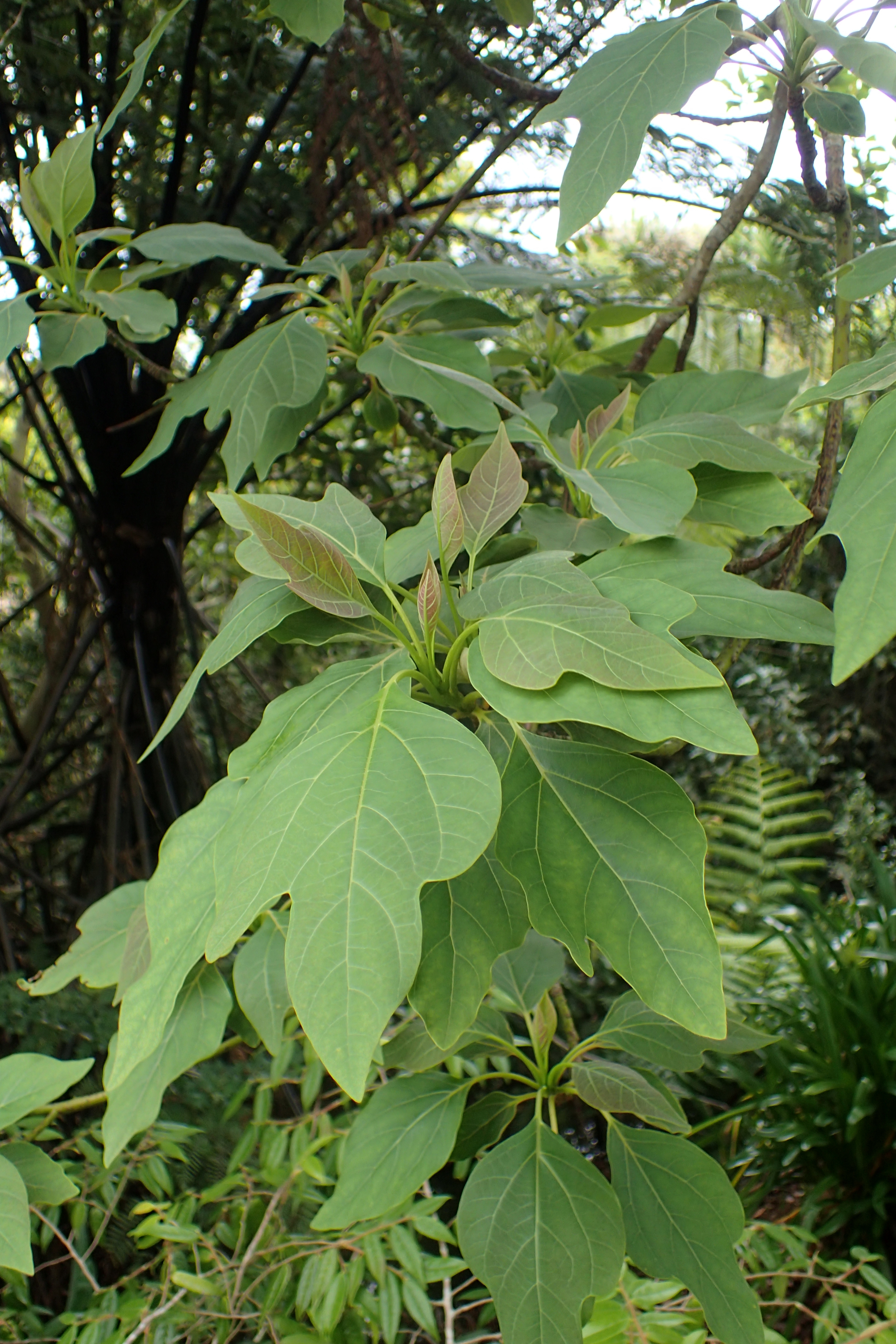
Sassafras tzumu
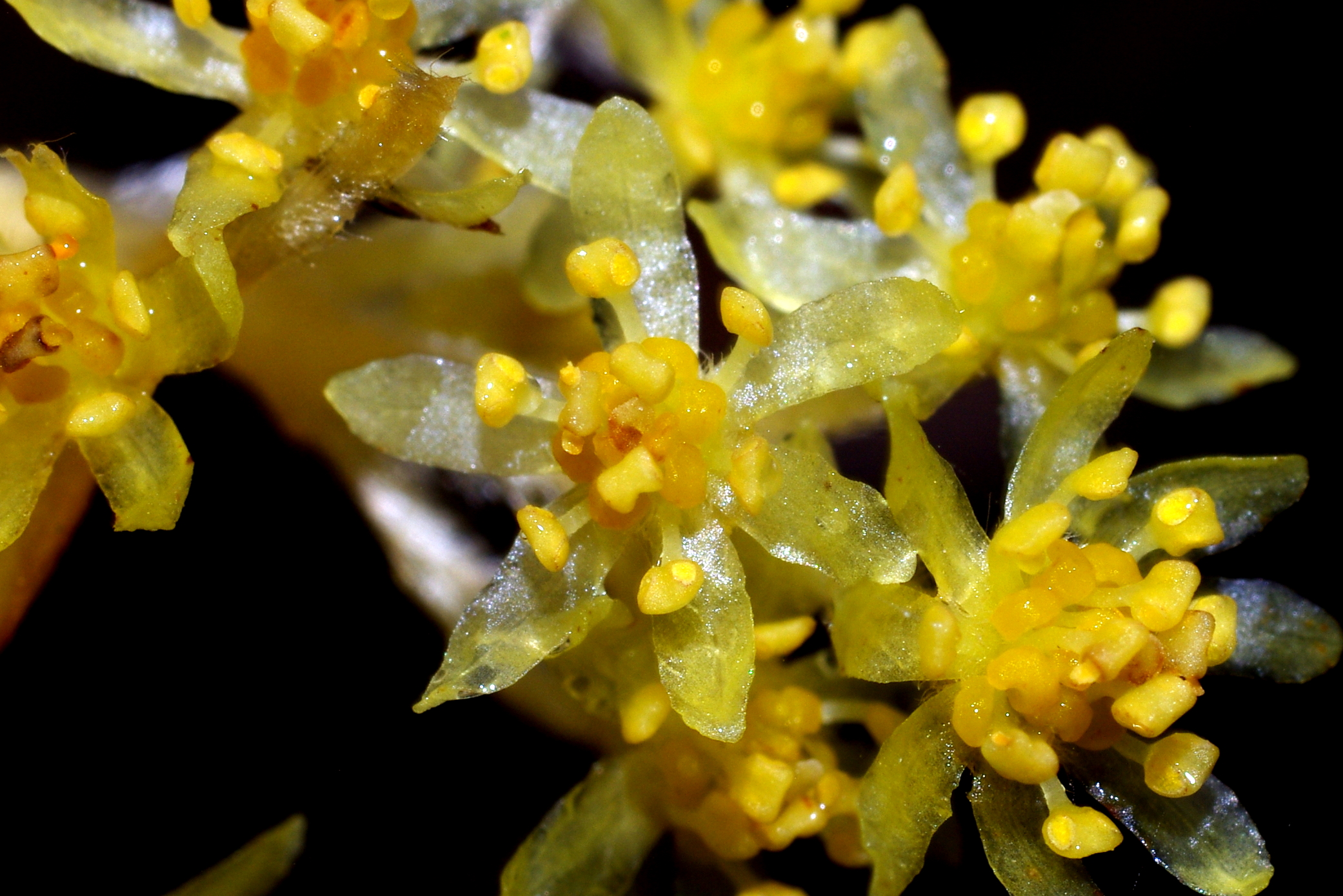
Květy Sassafras randaiense
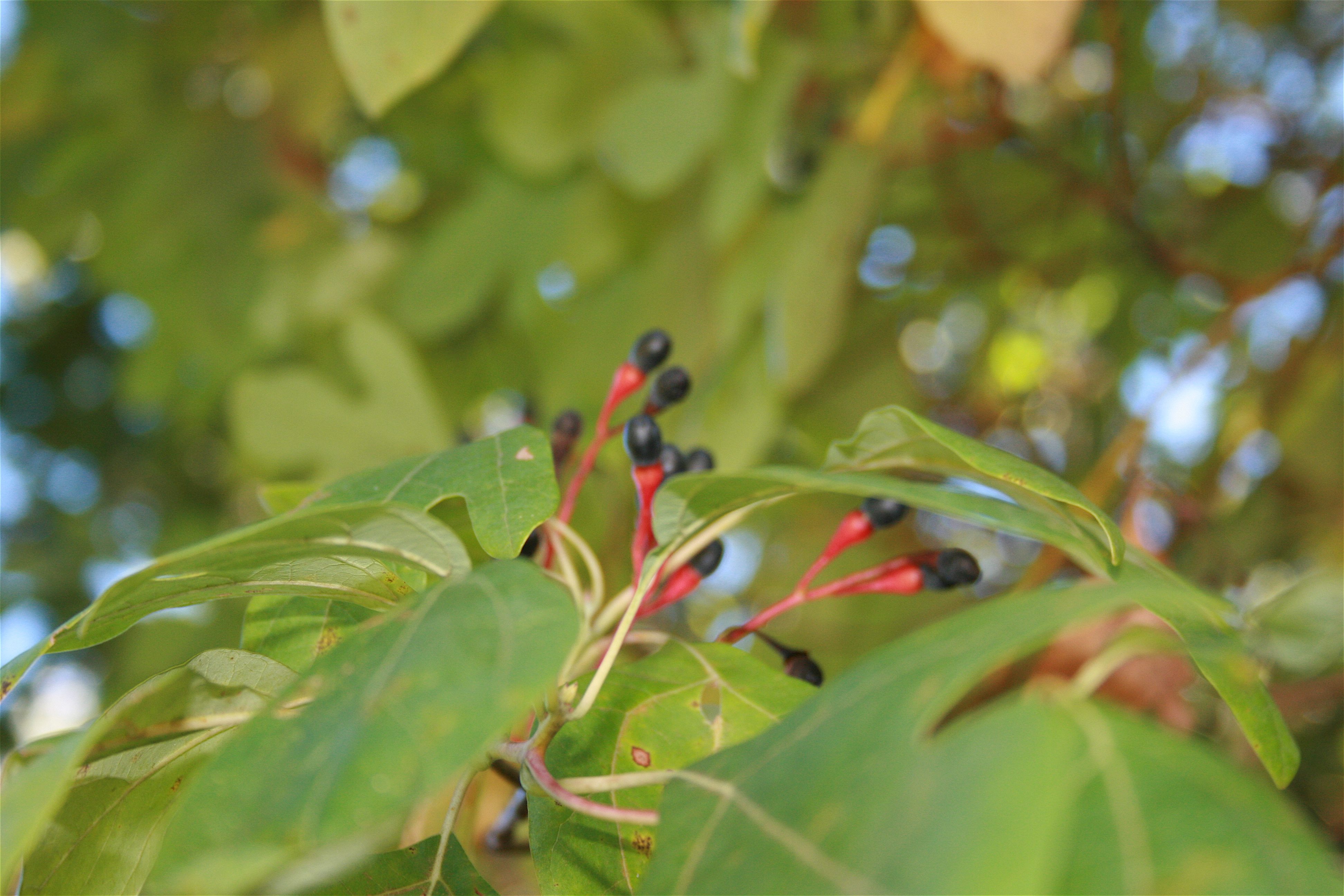
Plody kašti bělavé (Sassafras albidum)

## Rozšíření
Rod zahrnuje 3 recentní druhy a má výrazně disjunktní areál. Kašťa bělavá pochází z východních oblastí Severní Ameriky od nejjižnějších částí kanadského Ontaria a Maine na jih po východní oblasti Texasu. Zbývající dva druhy jsou východoasijské. Sassafras tzumu má poměrně rozsáhlý areál ve střední, jižní a východní Číně. Sassafras randaiense je naproti tomu endemit Tchaj-wanu.

## Ekologické interakce
Kašťa bělavá je v Severní Americe hostitelem housenek otakárků Papilio glaucus, Papilio palamedes, Papilio troilus a celé řady martináčů (Antheraea polyphemus, Automeris io, Callosamia angulifera, Citheronia regalis, Eacles imperialis, Hyalophora cecropia, Rothschildia orizaba, Samia cynthia, Samia walkeri). Druh Sassafras tzumu hostí v Číně housenky otakárka Papilio elwesi a lišaje Meganoton analis, na Tchaj-wanu hostí Sassafras randaiense housenky endemického otakárka Papilio maraho.

## Obsahové látky a jedovatost

Strukturní vzorec safrolu

V kůře kořenů, ale také v listech a plodech kašti bělavé je obsažena vonná silice, jejímž hlavním komponentem je safrol. Jeho obsah v kůře kořenů je 5 až 8 %. Safrol může při styku s kůží způsobit kontaktní dermatitidu. Ve velkých dávkách je halucinogenní, při dlouhodobém užívání většího množství byly zjištěny karcinogenní a hepatotoxické účinky. Kůra kořenů je slabě jedovatá a má ve větším množství narkotický účinek.
Rovněž kořeny, plody a listy čínského druhu Sassafras tzumi obsahují silici s převahou safrolu. Její obsah v kůře kořenů se pohybuje okolo 1 %.

## Prehistorie
Kašťa je jedním z nejstarších žijících rodů lesních dřevin. Nejstarší fosílie, nalezené v Evropě a Severní Americe, pocházejí z období spodní křídy. Ve svrchní křídě se vyskytovaly i v Arktidě. V Evropě se rod vyskytoval až do období pleistocénu (starších čtvrtohor), kdy zde vyhynul.

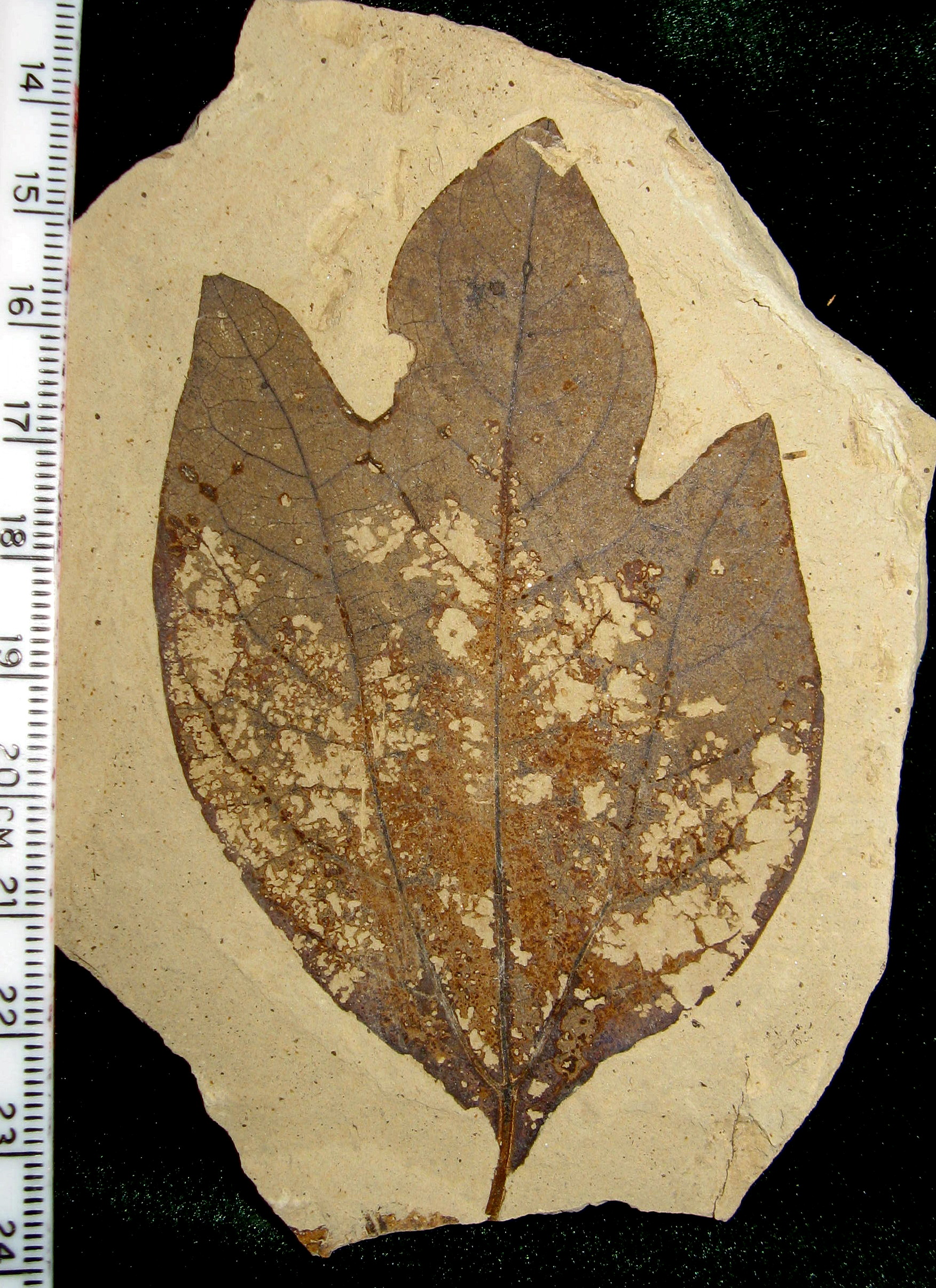
Fosílie listu †Sassafras hesperia z období raného eocénu
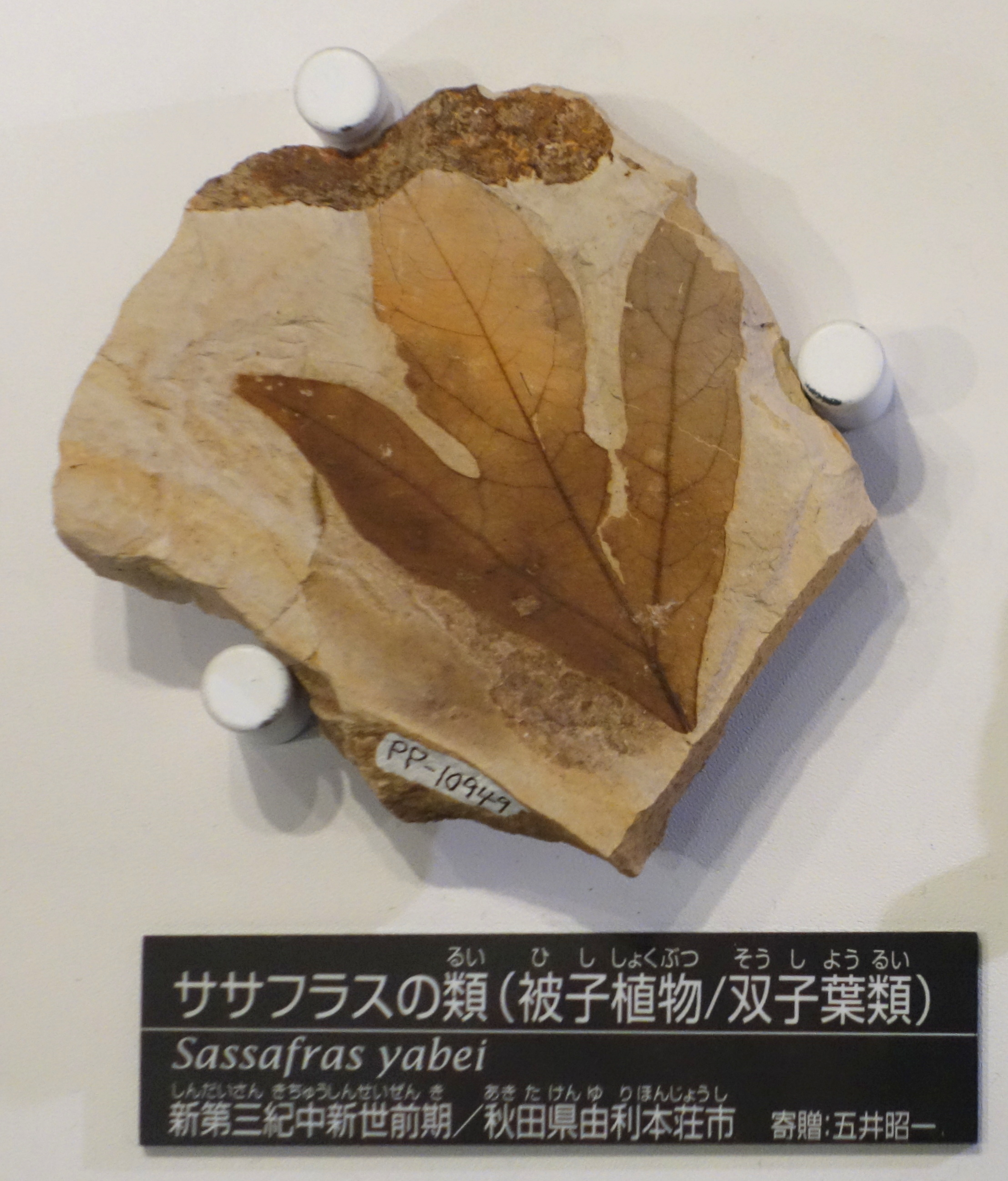
Fosílie listu †Sassafras yabei z období neogénu

## Zástupci
- kašťa bělavá (Sassafras albidum)

## Význam

### Lékařství
Severoameričtí Indiáni používali kůru a kořeny kašti bělavé zejména při traumatických poraněních a revmatismu. S léčivými účinky seznámili bílé osadníky brzy po jejich příchodu na kontinent a rostlina poté začala být dovážena do Evropy jako léčivo na různé choroby. Nejobvyklejší lékovou formou je nálev z kůry kořenů. Standardní dávkování drogy je 4 až 7 gramů denně ve formě čaje. Doporučená dávka by neměla být překračována. Není doporučováno dlouhodobé užívání ani užívání v těhotenství. V USA je prodej přípravků z kašti bělavé povolen, pouze pokud neobsahují safrol.

### Okrasné dřeviny
Kašťa bělavá (Sassafras albidum) je poměrně zřídka pěstována jako okrasná a sbírková dřevina. Zejména starší exempláře tohoto druhu jsou efektní solitéry. Vyžaduje slunné nebo polostinné stanoviště a hlubokou, živnou, dobře propustnou, kyselejší půdu. Množí se výsevem semen, výhony odebíranými na podzim nebo zimními kořenovými řízky.
V České republice je vysazena např. v Dendrologické zahradě v Průhonicích a v Arboretu Žampach.

### Potravinářství
Z kůry mladých kořenů kašti bělavé se tradičně připravoval chutný čaj. Kůra byla také součástí tradičního kořenového piva (root beer), v současnosti je však její použití v tomto výrobku zakázáno a je nahrazována syntetickým aroma.
Ve východních oblastech USA jsou sušené listy a výhonky kašti bělavé používány jako přísada do polévek.

### Dřevo
Kašťa bělavá má oranžově hnědé, středně těžké, trvanlivé dřevo, které je používáno k různým účelům, např. k výrobě lodí a vesel, masivního nábytku i dýh, na soustružení, vnější i vnitřní obložení. Je použitelné i na výrobu pražců a stavbu vnějších konstrukcí a ohrad. V čerstvém stavu voní po fenyklu, později se vůně ztrácí.
Dřevo Sassafras tzumu se v Číně používá zejména při stavbě lodí a výrobě nábytku. Je trvanlivé a má jemnou strukturu.

### Silice
Silice získávaná z kořenů a kořenové kůry kašti bělavé je používána k aromatizaci mýdla.